# Nela Šarić
Nela Šarić (Zadar, 1988.), hrvatska je operna pjevačica, sopranistica. Operna je solistica Hrvatskog narodnog kazališta u Splitu.

## Životopis
Nela Šarić rođena je 1988. godine u Zadru. Završila je osnovnoškolsko glazbeno obrazovanje u Glazbenoj školi Blagoja Berse u Zadru (klavir). U istoj glazbenoj školi nastavila svoje srednjškolsko obrazovanje te maturirala solo pjevanje u klasi prof. Dubravke Krušelj Jurković. Solo pjevanje diplomirala je na Muzičkoj akademiji u Zagrebu u klasi prof. Cynthije Hansell-Bakić. Usavršavala se kod priznatog tenora Dennisa O'Neilla te sopranistice Nuccije Focile.
Pobjednicom je brojnih međunarodnih pjevačkih natjecanja: u Japanu, Italiji, Walesu, Austriji i dr., a bila je i finalisticom Međunarodnog natjecanja pjevača "Hans Gabor Belvedere" u Rusiji.
Šarić je dobitnica Grba Grada Zadra zbog "uzornih uspjeha i rezultata postignutih u području glazbene kulture."